# Montaigu-la-Brisette

Montaigu-la-Brisette este o comună în departamentul Manche, Franța. În 1 ianuarie 2022 avea o populație de 499 de locuitori.